# پونتیاک فایربرد

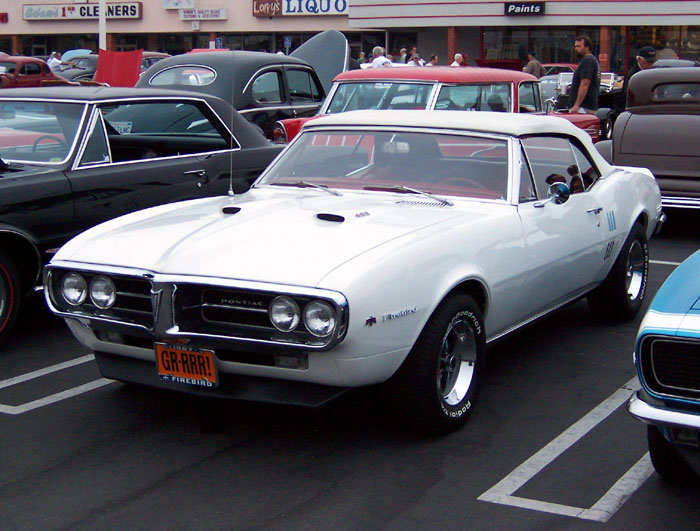

پونتیاک فایربرد (Pontiac Firebird) خودرویی است که در سال‌های ۱۹۶۷ تا ۲۰۰۲ (Firebird)۱۹۶۹–۲۰۰۲ (Firebird Trans Am)تولید شده‌است.طراحی آن خودروهای موتور جلو-محور عقب بوده‌است.این خودرو در پلت فرم و قطعات متعددی با شورلت کامارو مشترک بود.

## نگارخانه

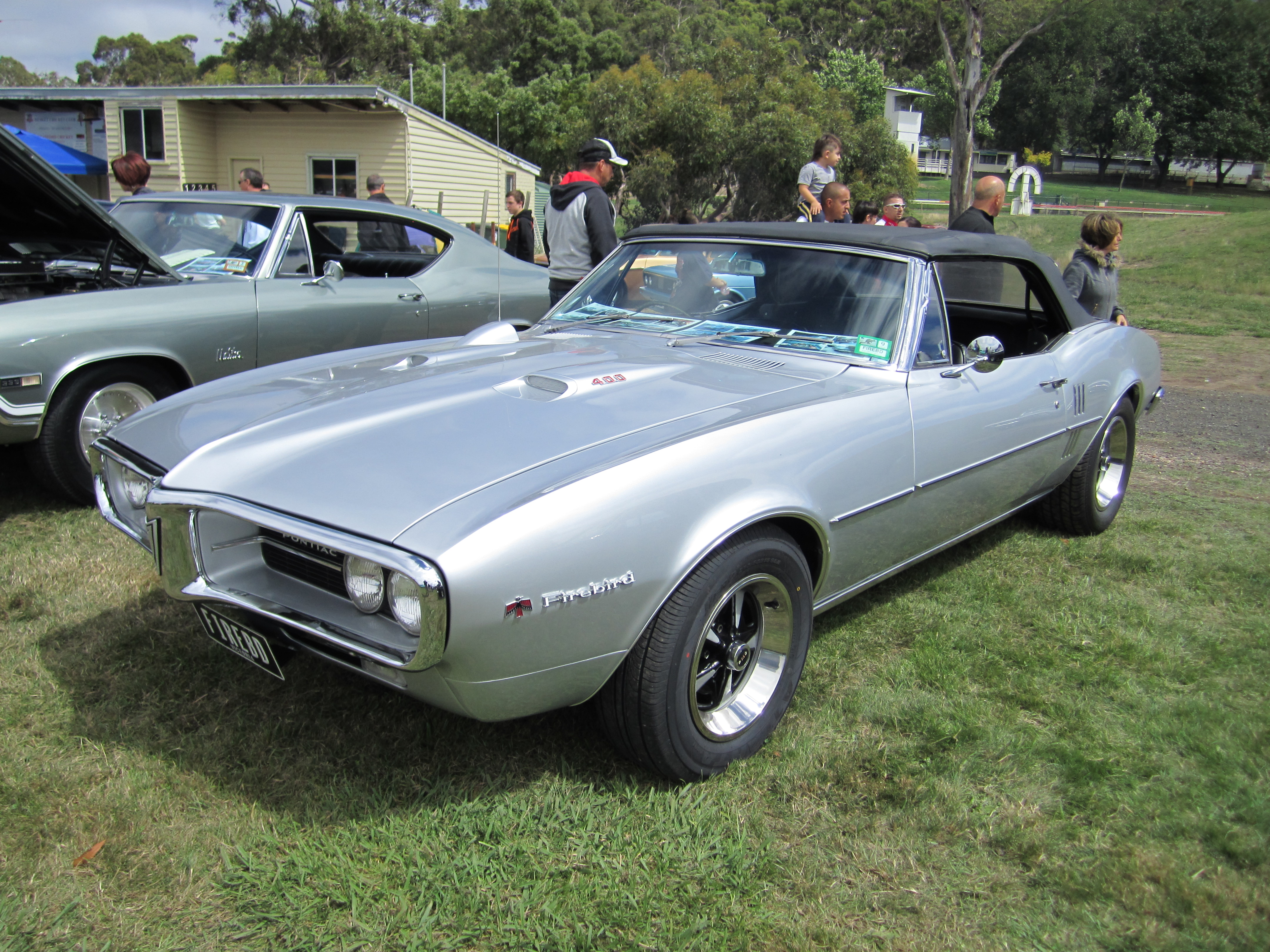
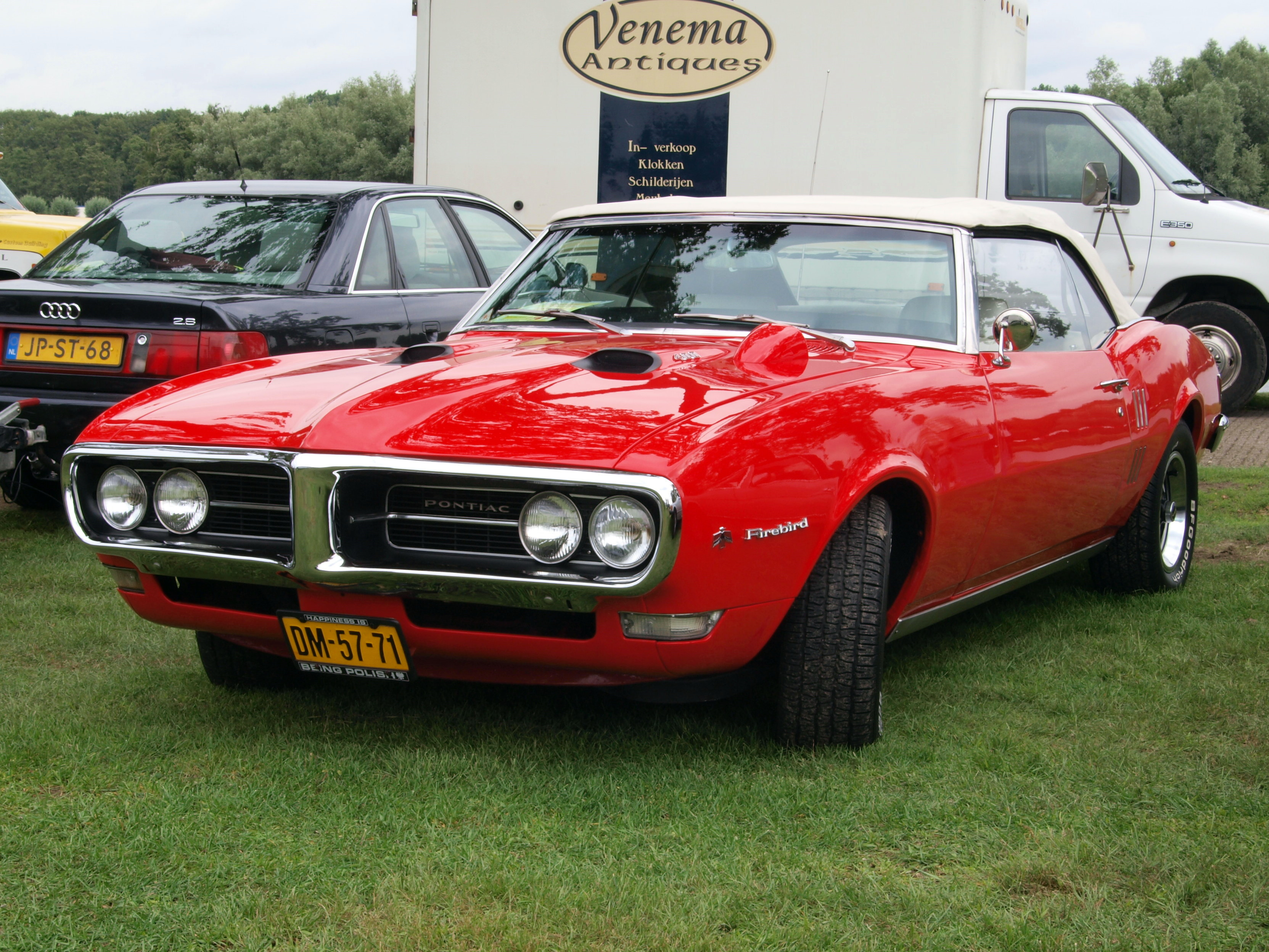
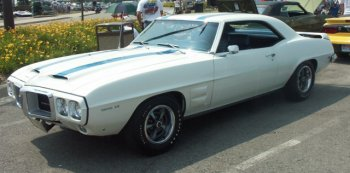